# Oberlosa
Oberlosa ist ein Stadtteil der Stadt Plauen im Stadtgebiet Süd. Der Stadtteil ist identisch mit der Gemarkung Oberlosa und stellt eine Ortschaft Plauens dar.

## Geographie
Oberlosa liegt im Süden Plauens und grenzt an vier weitere Stadtteile Plauens und an drei Ortsteile zweier Gemeinden des Vogtlandkreises.
| Reinsdorf                       | Stöckigt                                    | Großfriesen                         |
| Unterlosa                       | Kompassrose, die auf Nachbargemeinden zeigt | Schloditz (Gemeinde Tirpersdorf)    |
| Raschau (Stadt Oelsnitz/Vogtl.) | Untermarxgrün (Stadt Oelsnitz/Vogtl.)       | Obermarxgrün (Gemeinde Tirpersdorf) |

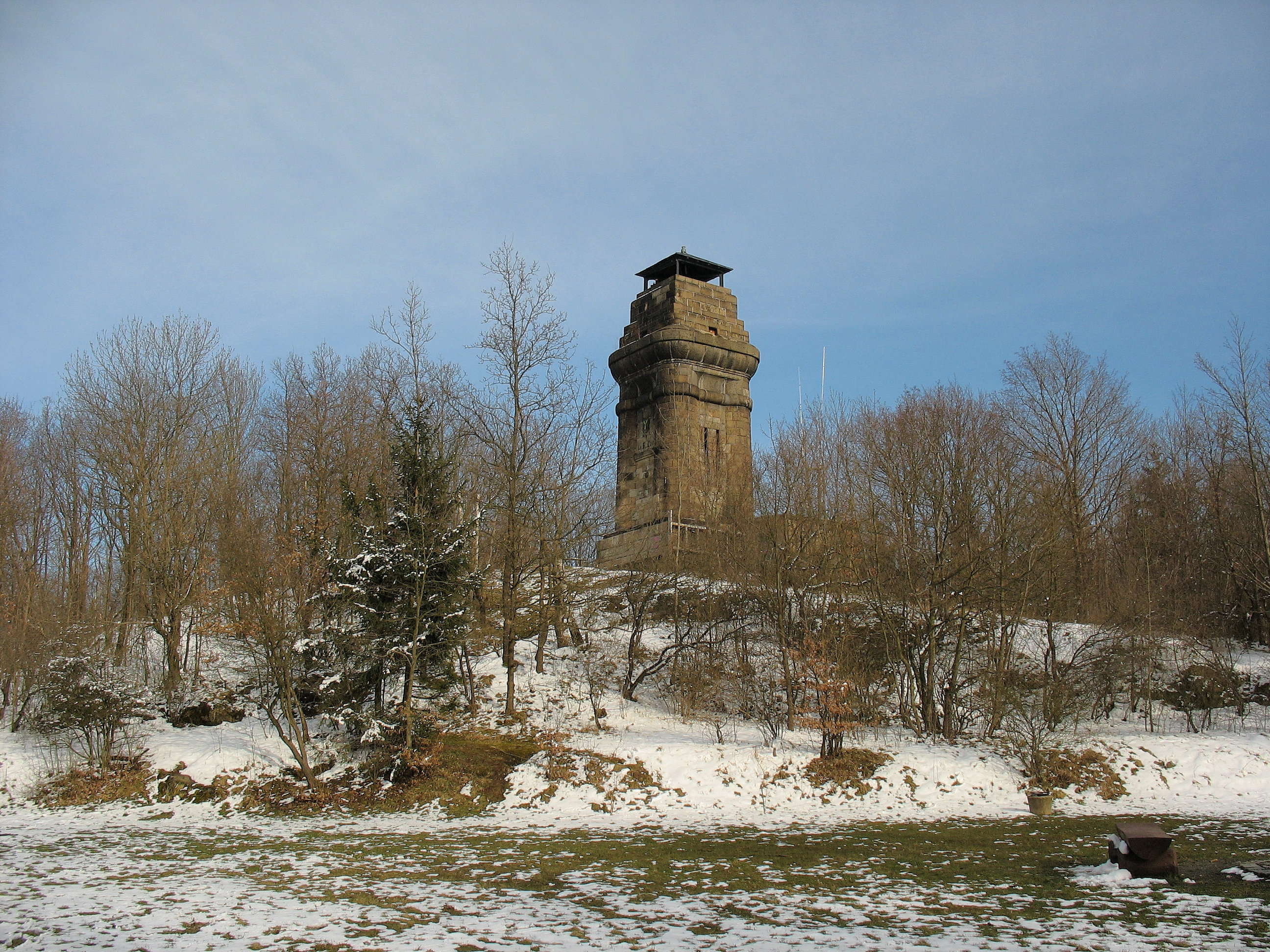
Der Kemmler mit Bismarcksäule

Die Fläche der Ortschaft besteht zu 71,1 % aus landwirtschaftlicher Nutzfläche und zu 16,2 % aus Wald. Die restliche Fläche sind Straßen, Wohn- und Industrieflächen.
Im Süden der Ortschaft befindet sich die höchste Erhebung Plauens, der 525 Meter hohe Culmberg. Nördlich von Oberlosa liegt der Hausberg Plauens, der 504 Meter hohe Kemmler. Östlich der Oberlosaer Stephanuskirche entspringt der Stöckigtbach und südöstlich des Ortes der Eiditzlohbach.

## Geschichte
1265 wird der Nachbarstadtteil Unterlosa als in inferiori Lasan erwähnt. Das Gegenstück Oberlosa (in superiori Lasan) kommt dabei nicht vor. 1266 taucht Cletto de Lasan in Urkunden auf und erst 1328 wird zwischen nydern Lazan und  obern Lazan unterschieden. Es handelte sich um ein Platzdorf in Blockflur. Der Ort gehörte bis ins 19. Jahrhundert zum Amt Plauen. Die Gemeinde Oberlosa gehörte später zur Amtshauptmannschaft Plauen und anschließend zum Kreis Plauen-Land, bis sie im am 1. Juli 1950 in die damals noch kreisfreie Stadt Plauen eingemeindet wurde.

### Einwohnerentwicklung
Entwicklung der Einwohnerzahl:
| - 1557: 062 Inwohner [*] - 1583: 023 besessene Mann, 2 Häusler - 1764: 025 besessene Mann, 2 Häusler, 10 Hufen je 30 Scheffel - 1834: 375 | - 1871: 0488 - 1890: 0679 - 1910: 0916 - 1925: 1048 | - 1939: 1079 - 1946: 1161 - 2002:0706 |

[*]zusammen mit Unterlosa

## Politik

### Ortschaftsrat
Oberlosa wählte 2009 erstmals einen Ortschaftsrat. Dieser besteht aus fünf Mitgliedern. Zu allen bisherigen Wahlen am 7. Juni 2009, am 25. Mai 2014 und am 26. Mai 2019 trat nur die Bürgerinitiative Oberlosa an, die damit alle fünf Ortschaftsräte stellt. Die Wahlbeteiligung stieg kontinuierlich von 46,9 % im Jahr 2009 über 57,6 % im Jahr 2014 auf 70,1 % im Jahr 2019.
Ehrenamtlicher Ortsvorsteher war bis Oktober 2019 Ulrich Scheufler. Ihm folgte am 2. Oktober Janes Trawinski.

## Kultur und Sehenswürdigkeiten

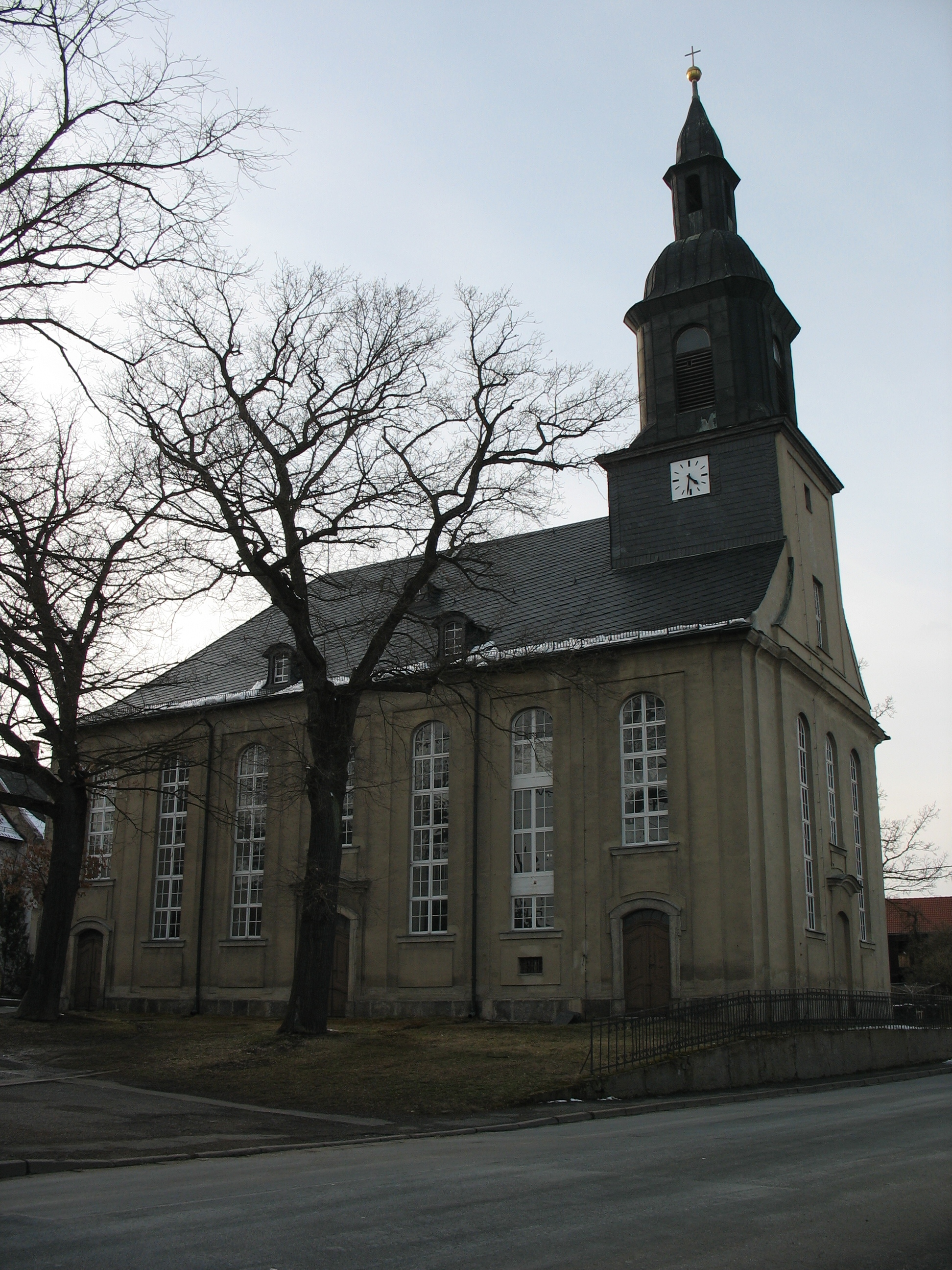
Die Kirche in Oberlosa

Im Vorgängerbau der 1786 erbauten Oberlosaer Kirche wirkte von 1672 bis 1684 der Theologe und Astronom Georg Samuel Dörffel, bevor er 1684 als Superintendent nach Weida berufen wurde. In der Kirche befindet sich eine Orgel, die 1788 von Johann Gottlob und Christian Wilhelm Trampeli gebaut und 1986 grundlegend saniert wurde. In der Mitte des Altarraumes befindet sich ein Taufstein, dessen Deckel gleichzeitig als Lesepult dient.
In der Kirche wurden am 23. Juni 1816 die Eltern der berühmten Pianistin Clara Schumann geb. Wieck (1819–1896), Friedrich Wieck und Mariane geb. Tromlitz, getraut. Seit dem 17. September 2011 trägt die Kirche den Namen „Stephanuskirche“. Die Namensgebung fand anlässlich des 225. Kirchweihjubiläums statt.
Auf dem Kemmler nördlich von Oberlosa befindet sich eine Bismarcksäule, die  als Aussichtsturm genutzt werden kann.

## Wirtschaft und Infrastruktur

### Verkehr
Im südwestlichen Teil Oberlosas befindet sich die Anschlussstelle Plauen-Süd der Autobahn 72. Die Autobahn durchquert Oberlosa von Südwesten nach Nordosten. An der Anschlussstelle wird die A 72 von der Bundesstraße 92 gekreuzt, die von Süden, mit einem leichten Bogen nach Norden führt und dabei im nördlichen Teil die Westgrenze der Ortschaft bildet.
Der Ort ist über die PlusBus-Linie 90 des Verkehrsverbunds Vogtland im Stundentakt mit Plauen, Oelsnitz, Schöneck und Klingenthal verbunden.

## Persönlichkeiten

### Söhne und Töchter der Stadt
- Christian Friedrich Voigt (1803–1868), Orgelbauer
- Gotthelf Bergsträßer (1886–1933), Orientalist

### Persönlichkeiten, die vor Ort gewirkt haben
- Georg Samuel Dörffel (1643–1688), Theologe und Naturwissenschaftler
- Wilhelm Zeidler (1841–1918), Politiker, Mitglied des Reichstags